# Standing for you
Singles de Girl Next Door
All My Life
(2012)
Standing for you est le 17esingle du groupe Girl Next Door sorti sous le label Avex Trax le 27 février 2013 au Japon. Il arrive 43e à l'Oricon et reste classé une semaine. Standing for you se trouve sur l'album Life of Sound.

## Liste des titres
| 1. | Standing for you                |  |
| 2. | Kokuhaku (告白)                 |  |
| 3. | Standing for you (English Ver.) |  |
| 4. | Standing for you (Instrumental) |  |
| 5. | Kokuhaku (Instrumental) (告白)  |  |

| 1. | Standing for you                                                    |  |
| 2. | Summer Time (From Live Tour 2012 ~Best Collection~)                 |  |
| 3. | Kimi no Moto e (From Live Tour 2012 ~Best Collection~) (君のもとへ) |  |
| 4. | Dada Para!! (From Live Tour 2012 ~Best Collection~) (ダダパラ)      |  |